# Ferdrupt
Ferdrupt é uma comuna francesa na região administrativa do Grande Leste, no departamento de Vosges. Estende-se por uma área de 14.6 km². Em 2010 a comuna tinha 739 habitantes (densidade: 50,6 hab./km²).